# 佐久川智
佐久川 智（さくがわ さとい、1988年3月2日 - ）は日本のキャスター。沖縄県那覇市出身。

## 来歴
大学卒業後の2010年、NHK松江放送局の契約キャスターとなる。2014年横浜放送局を経て2018年4月よりBSニュースの担当となった。
東京アナウンスセミナー出身。
2021年3月31日の出演をもってBSニュースを卒業し、産休に入った。5月25日に第1子を出産。

## 担当番組

### 現在
- NHK手話ニュース  ニュースリーダー（NHK Eテレ、毎週月曜 13:00 - 担当）

### 過去
- しまねっとNEWS610（松江局）[3]
- ひるまえしまねっと
- ひるまえほっと
- 横げけ浜サウンド☆クルーズ[4]
- よこはま発ＪＡＺＺクルージング
- NHK BSニュース（BS1、2018年4月 - 2021年3月）
- 手話ニュース　ニュースリーダー（NHK Eテレ、2020年 - 2021年）